# Deliceto
Deliceto é uma comuna italiana da região da Puglia, província de Foggia, com cerca de 4.119 habitantes. Estende-se por uma área de 75 km², tendo uma densidade populacional de 55 hab/km². Faz fronteira com Accadia, Ascoli Satriano, Bovino, Candela, Castelluccio dei Sauri, Sant'Agata di Puglia.

## Demografia
| Variação demográfica do município entre 1861 e 2011                               |
|                                                                                   |
| Fonte: Istituto Nazionale di Statistica (ISTAT) - Elaboração gráfica da Wikipedia |